# Izraelské letecké útoky na Pásmo Gazy (březen 2025)
Dne 18. března 2025 zahájil Izrael sérii překvapivých leteckých útoků na Pásmo Gazy, čímž fakticky ukončil příměří mezi ním a Hamásem. Izraelské obranné síly (IOS) uvedly, že útoky byly zaměřeny na vedoucí představitele, vojenské velitele a infrastrukturu Hamásu. Podle ministerstva zdravotnictví v Pásmu Gazy, které je pod kontrolou Hamásu, si útoky vyžádaly více než 590 obětí, z toho 200 dětí. Izraelské obranné síly přiřadily útokům kódové označení Oz va-Herev (hebrejsky מבצע עוז וחרב‎, doslova Síla a meč).
Hamás útoky odsoudil a obvinil Izrael z porušení příměří a ohrožení životů zbývajících rukojmích. V reakci na útoky Rada bezpečnosti OSN svolala mimořádné zasedání.

## Průběh

### 18. březen
Útoky byly zahájeny přibližně ve 2:20 místního času během islámského svátku ramadán. Dva anonymní představitelé izraelské armády uvedli, že „přípravy na útok byly drženy v uzavřených kruzích“.
Izraelské vojenské letectvo vstoupilo do Pásma Gazy v půl třetí ráno. Izraelské obranné síly na Telegramu oznámily, že spolu s bezpečnostní službou Šin bet „provádí rozsáhlé údery na cíle Hamásu v Pásmu Gazy“. Podle Izraelských obranných sil byly údery zaměřeny na města Rafah, Chán Júnis, Dajr al-Balah a Bajt Hánún, jakož i uprchlické tábory Nusajrát a Burajdž. Podle televizní stanice al-Džazíra Izrael zasáhl město Abasán al-Kabíra a uprchlický tábor aš-Šáti'.
Nejmenovaný izraelský vojenský představitel pro agenturu Reuters uvedl, že izraelská armáda bude v útocích pokračovat po neomezenou dobu a kromě letectva zapojí také jiné složky.

### 19. březen
V průběhu dne Izrael zaútočil na Rafah, Chán Júnis a Gazu. Izraelská armáda zahájila omezenou pozemní operaci s cílem získat kontrolu nad koridorem Necarim a uzavřela hraniční přechod Rafah. Izrael rovněž zaútočil na ústřední OSN. Podle ředitele Úřadu OSN pro projektové služby nebyl útok náhodný. Izraelská armáda však uvedla, že na budovu OSN nezaútočila.

### 20. březen
Izraelská armáda zahájila pozemní operaci ve městech Bajt Lahíja a Rafah. Terčem vzdušných útoků se stala města Baní Suhajlá, Abasán al-Kabíra a Bajt Lahíja. 

### 21. březen
Izrael zničil nemocnici Turecko-palestinského přátelství. Izraelský ministr obrany Jisra'el Kac pohrozil anexí částí Pásma Gazy a řekl: „Čím déle bude Hamás odmítat propuštění rukojmích, tím více území ztratí a ta budou připojena k Izraeli“.

### Útok na konvoj záchranářů
Dne 23. března 2025 zaútočily Izraelské obranné síly (IOS) na několik humanitárních vozidel, včetně pěti sanitek, hasičského vozu a vozidla OSN, v oblasti Al-Hashashin v jižním Rafahu v Pásmu Gazy. Masakr měl za následek smrt nejméně 15 humanitárních pracovníků, včetně osmi členů Palestinského červeného půlměsíce, pěti záchranářů civilní obrany a jednoho zaměstnance agentury OSN. Až 30. března byla většina mrtvých těl pohřešovaných vyzvednuta z hromadného hrobu v Rafahu, jeden záchranář zůstává nezvěstný.

## Oběti
Dne 18. března oznámilo ministerstvo zdravotnictví v Pásmu Gazy, které je pod kontrolou Hamásu, že v důsledku izraelských útoků zahynulo nejméně 413 lidí a více než 560 osob bylo zraněno, z toho 200 dětí. Útoky z 18. března se tak staly jedněmi z nejsmrtonosnějších v Pásmu Gazy v rámci války Izraele s Hamásem. Do 20. března počet obětí stoupl na 591 a počet zraněných na 1042.
Úřad napojený na Hamás uvedl, že většinu obětí tvoří ženy, starší lidé a děti, a dodal, že byly zabity „celé rodiny“.
Při izraelském útoku na sídlo OSN zahynul jeden bulharský občan a čtyři další lidé byli zraněni.
Během útoků zemřelo také několik vysoce postavených členů Hamásu, jmenovitě Issám ad-Da'álís (předseda vlády Pásma Gazy), Mahmúd Abú Watfa (náměstek ministra vnitra Pásma Gazy) a Ahmad Umar al-Hattá (náměstek ministra spravedlnosti Pásma Gazy), mluvčí Palestinského islámského džihádu Abú Hamza a velitel dělostřelectva Výborů lidového odporu Muhammad al-Batrán.
Ředitel nemocnice aš-Šífa Muhammad Abú Salmíja řekl, že kvůli nedostatku zdravotnického materiálu zemřel v nemocnici „každou minutu“ jeden zraněný.

## Následky

### Nucené vysídlení
Izraelské obranné síly nařídily všem civilistům žijícím na východě Pásma Gazy, aby se přesunuli do centrální části. Příkazem byla dotčena města Bajt Hanún, Abasán al-Kabíra, Abasán as-Saghíra a Chuzá.

### Přerušení výuky na školách
Ministerstvo školství v Pásmu Gazy nařídilo přerušit vyučování v desítkách škol.